# Sejad Salihović
Sejad Salihović (Zvornik, 8 oktober 1984) is een Bosnisch betaald voetballer die bij voorkeur op het middenveld speelt. Hij tekende in september 2017 een contract tot medio 2018 bij Hamburger SV, dat hem transfervrij inlijfde. Salihović debuteerde in oktober 2007 in het voetbalelftal van Bosnië en Herzegovina.

## Clubcarrière
Salihović verhuisde in 1992 met zijn ouders naar Duitsland. Daar kwam hij via Minerva 93 Berlin en FC Hertha 03 Zehlendorf in de jeugdopleiding van Hertha BSC, waarvoor hij in het seizoen 2004/05 debuteerde in de hoofdmacht.

## Clubstatistieken
| Seizoen         | Club                | Competitie      | Competitie | Competitie | Beker | Beker | Europa | Europa | Totaal | Totaal |
| Seizoen         | Club                | Competitie      | Wed.       | Dlp.       | Wed.  | Dlp.  | Wed.   | Dlp.   | Wed.   | Dlp.   |
| --------------- | ------------------- | --------------- | ---------- | ---------- | ----- | ----- | ------ | ------ | ------ | ------ |
| 2005/06         | Hertha BSC II       | Regionalliga    | 30         | 8          | 0     | 0     | 0      | 0      | 30     | 8      |
| 2006/07         | TSG 1899 Hoffenheim | Regionalliga    | 30         | 10         | 0     | 0     | 0      | 0      | 30     | 10     |
| 2007/08         | TSG 1899 Hoffenheim | 2. Bundesliga   | 27         | 6          | 0     | 0     | 0      | 0      | 27     | 6      |
| 2008/09         | TSG 1899 Hoffenheim | Bundesliga      | 29         | 8          | 0     | 0     | 0      | 0      | 29     | 8      |
| 2009/10         | TSG 1899 Hoffenheim | Bundesliga      | 32         | 4          | 4     | 1     | 0      | 0      | 36     | 5      |
| 2010/11         | TSG 1899 Hoffenheim | Bundesliga      | 26         | 5          | 4     | 0     | 0      | 0      | 30     | 5      |
| 2011/12         | TSG 1899 Hoffenheim | Bundesliga      | 23         | 9          | 3     | 2     | 0      | 0      | 26     | 11     |
| 2012/13         | TSG 1899 Hoffenheim | Bundesliga      | 20         | 7          | 1     | 0     | 0      | 0      | 21     | 7      |
| 2013/14         | TSG 1899 Hoffenheim | Bundesliga      | 28         | 11         | 2     | 0     | 0      | 0      | 30     | 11     |
| 2014/15         | TSG 1899 Hoffenheim | Bundesliga      | 13         | 2          | 0     | 0     | 0      | 0      | 13     | 2      |
| 2015/16         | Guizhou Renhe       | Super League    | 15         | 1          | 0     | 0     | 0      | 0      | 15     | 1      |
| 2016/17         | FC St. Gallen       | Super League    | 13         | 0          | 0     | 0     | 0      | 0      | 13     | 0      |
| 2017/18         | Hamburger SV        | Bundesliga      | 4          | 1          | 0     | 0     | 0      | 0      | 4      | 1      |
| Carrière totaal | Carrière totaal     | Carrière totaal | 290        | 72         | 14    | 3     | 0      | 0      | 304    | 75     |

## Interlandcarrière
Salihović maakte deel uit van de ploeg die zich op dinsdag 15 oktober 2013 plaatste voor het WK voetbal 2014 in Brazilië. Bosnië en Herzegovina won die dag in het afsluitende WK-kwalificatiewedstrijd met 1-0 van gastland Litouwen in Kaunas, waardoor de selectie van de Bosniakse bondscoach Safet Sušić zich voor het eerst in de geschiedenis kwalificeerde voor een WK-eindronde. De enige treffer in die wedstrijd kwam in de 68ste minuut op naam van aanvaller Vedad Ibišević.